# Creation’s End
Creation’s End (dt. Ende der Schöpfung) ist eine US-amerikanische Progressive-Metal-Band aus New York City, die im Jahr 2003 gegründet wurde. 

## Geschichte
Gitarrist Rudolph Albert (ex-Zandelle) und Schlagzeuger Dario Rodriguez lernten sich in der Schule kennen und spielten bereits seit 1999 hin und wieder zusammen. In den Sommern der Jahre 2003 bis 2006 entwickelten sie eigene Lieder und nahmen in jedem Jahr ein Demo auf. Danach entschieden sie sich, die bereits aufgenommenen Lieder neu aufzunehmen, sodass sie sich mit Produzent John Macaluso ins Studio begab, um das Album A New Beginning aufzunehmen, auf dem acht Lieder der Demos enthalten waren. Dabei waren als Sänger Mike Dimeo, als Gitarrist Marco Sfogli und als Bassist Joe Black zu hören. Im Sommer 2010 wurde das Album von Neil Kernon abgemischt. Das Album wurde im November 2010 veröffentlicht. Im August und September 2011 folgte eine Tour durch die USA, die auch einen Auftritt auf dem ProgPower USA einschloss.

## Stil
Die Band spielt klassischen Progressive Metal, der mit den Werken von Dream Theater verglichen wird.

## Diskografie
- 2010: A New Beginning (Album, Sensory Records)